# Maurice Béjart
Maurice Béjart, właśc. Maurice-Jean Berger (ur. 1 stycznia 1927 w Marsylii, zm. 22 listopada 2007 w Lozannie) – francuski tancerz i choreograf, założyciel i kierownik cenionych w świecie zespołów baletowych Ballet de l’Etoile (zał. 1954), Balet XX wieku (zał. 1960 w Brukseli) oraz Béjart Ballet Lausanne (zał. 1987 w Lozannie). Założyciel kilku szkół baletowych, m.in. École Mudra w Brukseli oraz École-atelier Rudra w Lozannie. Od 1994 do śmierci – członek francuskiej Akademii Sztuk Pięknych (l’Académie des Beaux-Arts). W 2007 uzyskał obywatelstwo Szwajcarii.

## Życiorys
Urodził się w Marsylii jako najstarszy z trojga dzieci Germaine Capellieres i Gastona Bergera (1896-1960), filozofa. W 1934, gdy miał 7 lat zmarła jego matka. Zafascynowany występem Serge’a Lifara postanowił całkowicie poświęcić się tańcu. Od 11. roku życia trenował u Matyldy Krzesińskiej w Marseille Opera Ballet School w Marsylii, gdzie był jedynym chłopcem w klasie od 25 do 30 dziewcząt. Potem przeniósł się do Paryża, gdzie jego nauczycielami tańca byli: Lubov Egorova, Léo Staats, Roland Petit i Nora Kiss. Dzięki rekomendacji Margot Fonteyn, Béjart uczył się tańca w Londynie pod kierunkiem Very Volkovej. W 1949 dołączył do zespołu londyńskiego International Ballet tancerki baletowej Mony Inglesby, gdzie tańczy szereg znaczących ról m.in. pas de deux Błękitnego Ptaka w Śpiącej królewnie.
W 1950 dołączył do zespołu Cullberg Ballet, gdzie po raz pierwszy zetknął się z tańcem współczesnym i spróbował swoich sił jako choreograf. W latach 1951–1952 tańczył też w The Royal Swedish Ballet w Szwecji. W 1952 stworzył swoją pierwszą choreografię do filmu Ognisty ptak (Firebird) do muzyki Igora Strawinskiego w reżyserii Hasse Ekmana. W rolach głównych wystąpili: tancerka Ellen Rasch i włoski śpiewak operowy baryton Tito Gobbi.
W 1954 założył Ballet de l’Etoile, dla którego w 1955 stworzył choreografię do Symphonie pour un homme seul (muz. Pierre Schaeffer i Pierre Henry). W 1959 został zaangażowany przez Maurice Huismana, dyrektora Théâtre Royal de la Monnaie w Brukseli, gdzie opracował choreografię do Święta wiosny.
W 1960 w Brukseli złożył zespół Ballet du XXe Siècle, dla którego przygotował choreografię do baletów: Boléro (1961), Messe pour le temps présent (1967) i L’oiseau de feu (1970).
W 1961 Béjart zapoczątkował karierę reżysera operowego Opowieściami Hoffmanna z muzyką Jacques’a Offenbacha. Kolejne opery jego w reżyserii to m.in.: Potępienie Fausta Hectora Berlioza i Don Giovanni Wolfganga A. Mozarta.
W 1987 Béjart zamieszkał w Lozannie w Szwajcarii, gdzie powstał Béjart Ballet Lausanne. W 1992 zmniejszył liczbę tancerzy do 30 osób w zespole, z którego powstał L’école-Atelier Rudra-Béjart. Kolejne choreografie Béjarta dla Béjart Ballet Lausanne to: Cudowny mandaryn, King Lear-Prospero, À propos de Shéhérazade, Lumière, MutationX, La Route de la soie, Le Manteau, Enfant-Roi, La Lumière des eaux i Le Presbytère n’a rien perdu de son charme, ni le jardin de son éclat. W 2007 powstało jego ostatnie dzieło Le Tour du monde en 80 minutes.
Béjart wydał też kilka książek, w tym La Mort subite – journal intime, Le Ballet des mots, Le Même et un Autre, Lettres à un jeune danseur, L’Autre chant de la danse. Ce que la nuit me dit, Mathilde ou le temps perdu, Mémoires, tome 2: La Vie de qui?, Théâtre: A-6-Roc i Un Instant dans la vie d’autrui. Mémoires.
W 1999 otrzymał Nagrodę Kioto w dziedzinie sztuki i filozofii. W 2003 został uhonorowany Prix Benois de la Danse za wybitne osiągnięcia.

## Życie prywatne
Otwarcie przyznał się do homoseksualizmu. Jego długoletni towarzysz, argentyński tancerz baletowy Jorge Donn, zmarł 30 listopada 1992 w wieku 45 lat na AIDS.
Zmarł 22 listopada 2007 w Lozannie w wieku 80 lat.

## Dzieła
- 1955: Symphonie pour un homme seul (Paryż)
- 1957: Sonate à trois (Essen)
- 1958: Orphée (Liège)
- 1959: Święto wiosny (Bruksela)
- 1961: Boléro (Bruksela)
- 1964: IX symfonia Beethovena (Bruksela)
- 1965: Erotica do muzyki T. Bairda (Bruksela)
- 1966: Romeo i Julia (Bruksela)
- 1967: Messe pour le temps présent (Awinion)
- 1968: Bhakti (Awinion)
- 1972: Nijinski, clown de Dieu (Bruksela)
- 1975: Pli selon pli (Bruksela)
- 1975: Notre Faust (Bruksela)
- 1977: Pietruszka (Bruksela)
- 1980: Eros Thanatos (Ateny)
- 1982: Wien, Wien, nur du allein (Bruksela)
- 1983: Messe pour le temps futur (Bruksela)
- 1987: Souvenir de Léningrad (Lozanna)
- 1988: Piaf (Tokio)
- 1989: 1789... et nous (Paryż)
- 1990: Pyramide (Kair)
- 1991: Tod in Wien (Wiedeń)
- 1992: La Nuit (Lozanna)
- 1993: M (Tokio)
- 1995: À propos de Shéhérazade (Berlin)
- 1997: Le Presbytère... (Paryż)
- 1999: La Route de la soie (Lozanna)
- 2000: Enfant-roi (Wersal)
- 2001: Tangos (Gênes)
- 2001: Manos (Lozanna)
- 2002: Mère Teresa et les enfants du monde
- 2003: Ciao Federico – w hołdzie dla Federico Felliniego
- 2005: L’Amour – La Danse
- 2006: Zarathoustra
- 2007: Béjart: Best of